# Волик, Лариса Геннадьевна
Лари́са Генна́дьевна Во́лик (род. 27 августа 1982 года, Краснодар, СССР) — российская легкоатлетка и гребчиха-каноистка. Бронзовый призёр летних Паралимпийских игр 2012 года в Лондоне в метании копья, серебряный призёр чемпионата мира в параканоэ (2014), заслуженный мастер спорта России.

## Награды
- Медаль ордена «За заслуги перед Отечеством» II степени (10 сентября 2012 года) — за большой вклад в развитие физической культуры и спорта, высокие спортивные достижения на XIV Паралимпийских летних играх 2012 года в городе Лондоне (Великобритания)[1].
- Заслуженный мастер спорта России (2012).